# マンジニ地方

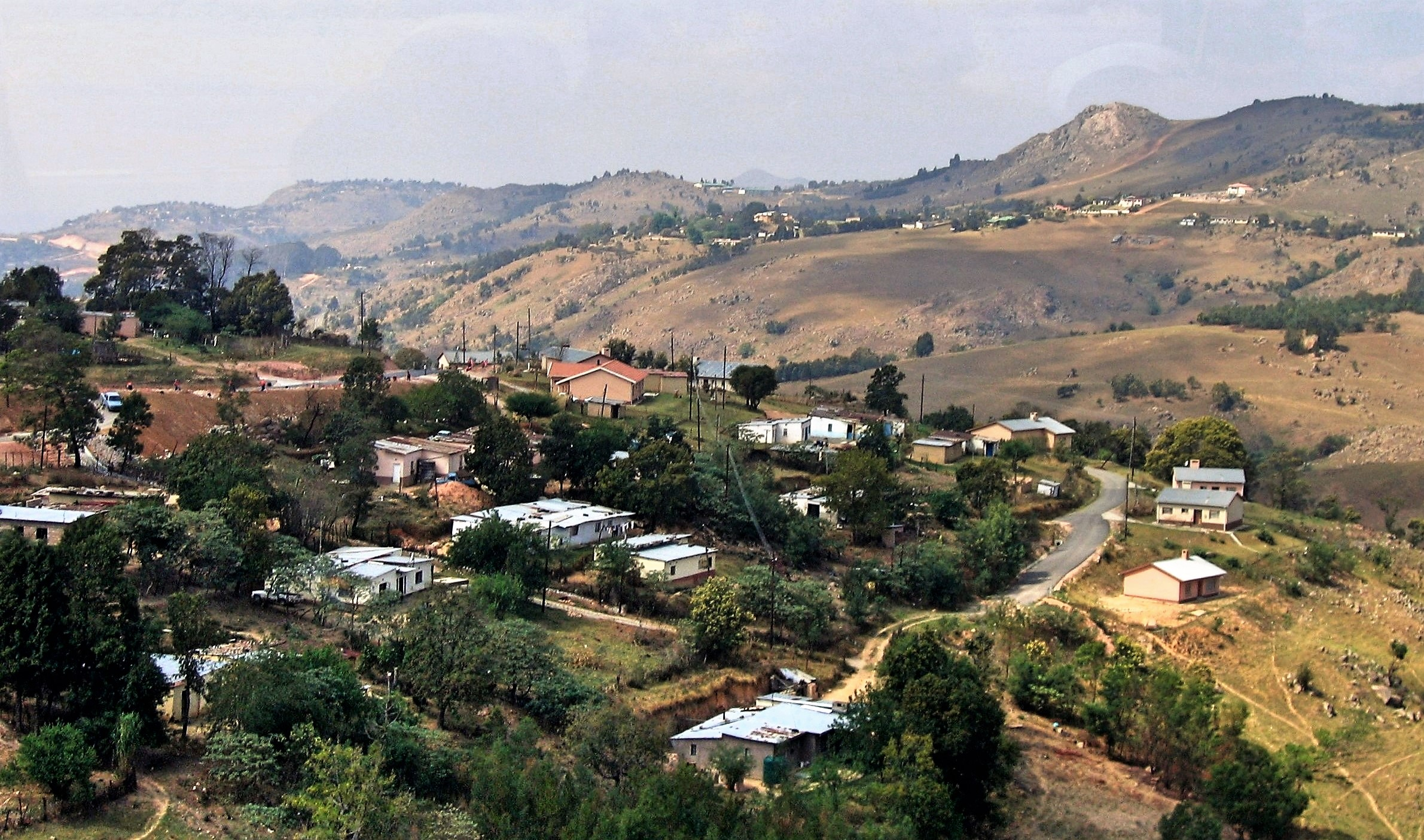
マンジニ地方

マンジニ地方（マンジニちほう、Manzini Region）は、エスワティニの西部にある地方の1つである。人口は、全地方で最も多い355,945人（2017年国勢調査）で、面積は4,068km2である。地方の中心地はマンジニである。スワジランドの空の玄関口であるマツァパ国際空港がある。

## 隣接行政区画
北部でホホ地方、東部でルボンボ地方、南部でシセルウェニ地方と接している。
- 西： ムプマランガ州

## 郡
マンジニ地方は地方では最多となる18郡（Inkhundla（単数形）、Tinkhundla（複数形））に区分される。人口値は2007年国勢調査。
1. Ekukhanyeni - 158.92km2、18,085人
2. Kwaluseni - 28.45km2、41,780人
3. Lamghabi - 108.52km2、11,924人
4. Ludzeludze - 180.79km2、28,355人
5. Mafutseni - 187.26km2、15,573人
6. Mahlangatja - 469.82km2、18,788人
7. Mahlanya - 171.55km2、18,797人
8. Mangcongco - 421.65km2、6,603人
9. 北マンジニ（Manzini North） - 28.43km2、39,529人
10. 南マンジニ（Manzini South） - 19.67km2、15,417人
11. Mhlambanyatsi - 463.70km2、8,982人
12. Mkhiweni - 500.40km2、23,929人
13. Mthongwaneni - 255.00km2、17,302人
14. Ngwenpisi - 590.33km2、27,232人
15. Nhlambeni - 278.50km2、12,466人
16. Ntondozi - 230.60km2、14,768人
17. Nkomiyahlaba（2018年1月設置[4]）
18. Phondo（2018年1月設置[4]）